# シュムスク公国
シュムスク公国（ロシア語: Шумское княжество）は、12世紀から13世紀にかけて存在した、ヴォルィーニ公国の分領公国である。首都はシュムスク（現ウクライナ・テルノーピリ州シュムシク）。

## 歴史
シュムスクの年代記上の初出は、キエフ年代記の1149年に、スーズダリ・ユーリー家の祖となるユーリーと、ヴォルィーニ・イジャスラフ家の祖となるイジャスラフとの権力闘争に関する記事中においてである。
統治者であるシュムスク公並びにシュムスク公国に関する史料は少ない。1211年、シュムスクは他のいくつかの都市と共にルーツク公イングヴァリの統治下にあった。イングヴァリの死後、その子あるいは孫であるスヴャトスラフにシュムスク公国が相続された。スヴャトスラフは1223年のカルカ河畔の戦いで死亡し、以降、シュムスク公に関する言及は途絶えている。1228年には、後にヴォルィーニ公となるヴァシリコが公国領を接収している。